# FCアルヴェルカ
FCアルヴェルカ（Futebol Clube de Alverca）は、ポルトガル・リスボン県のアルヴェルカ・ド・リバテージョに本拠地を置くに本拠地を置くサッカークラブ。プロサッカー部門であるFCアルヴェルカ・フトゥボルSAD（FC Alverca Futebol SAD）は2025-26シーズン、ポルトガル1部リーグのプリメイラ・リーガに昇格した。
7,705人収容のコンプレクソ・デスポルティーヴォFCアルヴェルカをホームスタジアムとしている。

## 歴史
1939年9月1日創立。何十年にもわたって下位カテゴリーで過ごしてきたが、1998年に1部に昇格し、4シーズン残留した。2001-02シーズンから2023-04シーズンは降格と昇格と再降格を繰り返した。この時期のほとんどにおいてアルヴェルカはSLベンフィカから若手選手を期限付き移籍で加入させるなど、ベンフィカのフィーダーチーム的な存在として機能していた。しかし2005年に財政危機に見舞われて破産に追い込まれた。
2006年、再創立されたアルヴェルカはリスボン県サッカー協会の地域リーグから再出発し、2007-08シーズンには地域リーグの最上位ディビジョンに昇格する。
2017-18シーズンにアルヴェルカは地域チャンピオンシップで優勝し、翌2018-19シーズンのカンピオナート・デ・ポルトガル（当時ポルトガル3部相当）昇格をを決めた。
2019年10月17日、タッサ・デ・ポルトガル3回戦でスポルティングCPを2-0で破る大金星を挙げた。なお、この試合で先制点を挙げたアレックス・アポリナーリオは2021年1月3日に試合中に心肺停止で倒れ、4日後の1月7日に24歳の若さでこの世を去った。
2023-24シーズン、アルヴェルカはリーガ3で優勝し、リーガ・ポルトガル2への昇格を決めた。
2025年2月、レアル・マドリードに所属するヴィニシウス・ジュニオールとそのパートナーによってFCアルヴェルカ・フトゥボルSADの株式の大部分（約70～80%）が買収された。取引価格は未公表だが、約1,000万ユーロと報じられている。
2024-25シーズン、アルヴェルカはリーガ・ポルトガル2を2位で終えて1年でのリーガ・ポルトガル昇格を決めた。21年振りとなる1部リーグへの復帰である。

## タイトル

### 国内タイトル
- リーガ3 : 1回
  - 2023-24

### 国際タイトル
- なし

## 現所属メンバー
2025年7月12日現在
注：選手の国籍表記はFIFAの定めた代表資格ルールに基づく。
| No. | Pos. |                  | 選手名                   |
| --- | ---- | ---------------- | ------------------------ |
| 1   | GK   | ブラジル         | クリスラン               |
| 8   | MF   | ブラジル         | カイオ・ローザ           |
| 20  | FW   | コンゴ民主共和国 | アンドレ・ブキア         |
| 34  | DF   | ブラジル         | タリスカ                 |
| 40  | MF   | ブラジル         | アゲウ                   |
| 77  | MF   | ブラジル         | ラファエウ・コンセイソン |
| 88  | MF   | ポルトガル       | ジオゴ・マルチンス       |
| -   | FW   | ポルトガル       | チアゴ・レイテ           |
| -   | DF   | ナイジェリア     | アイザック・ジェームズ   |
| -   | FW   | ベルギー         | セドリック・ヌオッツィ   |
| -   | MF   | コロンビア       | ジャン・カベサス         |

| No. | Pos. |                      | 選手名                     |
| --- | ---- | -------------------- | -------------------------- |
| -   | FW   | ブラジル             | フェリペ・リマ             |
| -   | FW   | スペイン             | ジュニオール・メンデス     |
| -   | DF   | フランス             | スティーヴン・バセヤ       |
| -   | DF   | ベルギー             | イケル・ジュリアン         |
| -   | FW   | コートジボワール     | ダヴィ・ギー               |
| -   | GK   | ポルトガル           | アンドレ・パウロ           |
| -   | DF   | ブラジル             | ジョアン・ドウグラス       |
| -   | FW   | ポルトガル           | シキーニョ                 |
| -   | FW   | ブラジル             | レオ・シュー               |
| -   | FW   | サントメ・プリンシペ | アラミズ                   |
| -   | FW   | セルビア             | マルコ・ミロヴァノヴィッチ |

### レンタル選手
in
注：選手の国籍表記はFIFAの定めた代表資格ルールに基づく。
| No. | Pos. |          | 選手名                                    |
| --- | ---- | -------- | ----------------------------------------- |
| -   | FW   | セルビア | マルコ・ミロヴァノヴィッチ (UDアルメリア) |

out
注：選手の国籍表記はFIFAの定めた代表資格ルールに基づく。
| No. | Pos. |  | 選手名 |
| --- | ---- |  | ------ |

## 歴代監督
- クストディオ・カストロ 2025-

## 歴代所属選手
- アクワ 1995-1997
- エメルソン・トーメ 1996-1997
- ジョゼ・ヴェイガ 1996-1998
- マニシェ 1996-1999
- ウーゴ・レアル 1997-1998
- アンデルソン 1997-1998、1999-2002
- デコ 1997-1998
- パウロ・サントス 1998-2001
- ヌノ・アシス 1999-2000
- マルコ・カネイラ 1999-2000
- マントラス 1999-2001
- ゼ・アントニオ 1999-2002
- ドゥッダ 2000
- リカルド・カルヴァーリョ 2000-2001
- アンドレ・マカンガ 2000-2001
- ペドロ・マルティンス 2000-2004
- エミリオ・ペイシェ 2002
- ナチョ 2004
- マルコ・アイローザ 2004-2005
- フーモ 2005
- アレックス・アポリナーリオ（英語版） 2019-2021
- グスタボ・クリスマン 2021-2022
- ディオゴ・サロモン 2023-2024
- ウィルソン・エドゥアルド 2024-2025
- フェルナンド・ヴァレラ 2024-2025